# Nationale Sicherheitsdirektion
Die Nationale Sicherheitsdirektion (persisch ریاست امنیت ملی Riyāsat-e amniyat-e mellī, kurz Amaniyat, engl. Bezeichnung „National Directorate of Security“) war der afghanische Inlandsgeheimdienst, der sowohl nachrichtendienstliche wie polizeiliche Aufgaben ausführte. Seine Hauptaufgabe war die nachrichtendienstliche Unterstützung der afghanischen Regierung, der Truppen der Operation Enduring Freedom (OEF) und der internationalen Afghanistan-Schutztruppe (ISAF) beim Krieg gegen die radikal-islamischen Taliban und Al-Qaida-Gruppierungen. Finanziert wurde das NDS von Deutschland, Großbritannien und den USA. Der Hauptsitz befand sich in Kabul. Die NDS hatte 30 Abteilungen und über ganz Afghanistan verteilte Zweigstellen. Es beschäftigte geschätzte 15.000 bis 30.000 Mitarbeiter. Nach dem Abzug der ausländischen Truppen aus Afghanistan wurde er von den Taliban durch die Generaldirektion für Geheimdienste (englisch Directorate of Intelligence (GDI)) ersetzt.

## Geschichte
Die Wurzeln des Afghanischen Geheimdienstes reichen zurück bis in die Präsidentschaft von Daoud Khan. Im Laufe der Geschichte wurde die Bezeichnung mehrmals geändert: Der ursprüngliche Name AGSA (Da Afghanistan da Gato da Satalo Adara) wurde in KAM (Kargarano Amniyyati Mu'assassa) umgeändert. Nach dem sowjetischen Einmarsch in Afghanistan wurde der Geheimdienst mit Unterstützung des KGB reformiert und in Khadamat-e Etela'at-e Dawlati (KhAD) umbenannt. Am 29. Januar 1981 wurde das KhAD-Hauptquartier in Kabul von Mudschahedin-Kämpfern angegriffen und zerstört. Der letzte KhAD-Direktor (Ghulam Faruq Yakubi) wird im Zuge des Zusammenbruchs von Mohammed Nadschibullahs Regierung im April 1992 getötet. Nach dem Sturz der Taliban 2001 wurde unter Präsident Hamid Karzai der KhAD wieder ins Leben gerufen und vom amerikanischen Geheimdienst CIA neu aufgebaut. Seitdem ist die Organisation unter dem Namen National Directorate of Security bekannt, wird umgangssprachlich aber weiterhin „Khad“ bezeichnet.
Eine Studie aus dem Jahr 2004 schätzt, dass über 50 % der NDS-Mitarbeiter ehemalige KhAD-Agenten sind. Erster Direktor nach dem Fall des Taliban-Regimes war Mohammad Arif Sarwari, ein General der Vereinigten Front (Nordallianz). Auf ihn folgte 2004 Amrullah Saleh. Nach dem Rücktritt von Amrullah Saleh im Juni 2010 war Ibrahim Spinzada übergangsweise Direktor der NDS, bis er von Rahmatullah Nabil, einem Vertrautem Hamid Karzais, abgelöst wurde.
Das Durchschnittsgehalt eines NDS-Mitarbeiters beträgt 4800 Afghani im Monat (ca. 64 Euro).
Im September 2009 wurde der stellvertretende Geheimdienstchef Abdullah Laghmani bei einem Sprengstoffattentat östlich von Kabul getötet.
Mitte April 2012 konnte die NDS den bis dahin größten Erfolg verbuchen, da ein Sprengstoffanschlag auf das Zentrum von Kabul mit mehr als 10 t Sprengstoff vereitelt werden konnte. Am 19. April 2016 verübten Taliban-Kämpfer und Selbstmordattentäter einen Angriff auf den Sitz des NDS. Dabei wurden mindestens 28 Menschen getötet und 320 verletzt.
Ende November 2019 nahm die NDS zwei Mitarbeiter einer Menschenrechtsgruppe fest und bedrohte sie, weil sie über einen Missbrauch von Hunderten von Schülern in der Provinz Lugar berichtet hatten. Am 7. Januar 2020 töteten Mitglieder der NDS einen Politiker der Opposition und fünf weitere Personen und blieben straffrei. Im Juli 2020 nahmen Mitglieder der NDS Journalisten fest, nachdem sie kritisch über die afghanische Regierung berichtet hatten.
Nach der Eroberungen der Taliban im Jahr 2021 hörten die Mitglieder auf, für den NDS zu arbeiten und versuchten unterzutauchen. Jedoch gibt es Berichte, dass mehrere NDS-Mitglieder von den Taliban getötet wurden.

## Kontroversen
Human Rights Watch kritisierte eine vom NDS im Juni 2006 veröffentlichte Anordnung als Einschränkung der Pressefreiheit. In dem Dokument wird unter anderem erklärt, dass die Medien die Veröffentlichung von Material einschränken oder unterlassen müssen, wenn dabei die öffentliche Moral verletzt wird oder dabei die öffentliche Sicherheit oder das nationale Interesse gefährden wird.
Organisationen wie das Rote Kreuz, Human Rights Watch und Amnesty International werfen dem NDS Menschenrechtsverletzungen im Umgang mit Gefangenen vor.